# Meta Merz
Meta Merz (* 14. April 1965 als Christina-Maria Haidegger in Salzburg; † 9. September 1989 ebenda) war eine österreichische Schriftstellerin und Konzeptkünstlerin.

## Leben
Meta Merz war die Tochter von Eberhard und Christine Haidegger. Sie studierte Germanistik, Anglistik, Kunstgeschichte und Philosophie. 
In ihrer Selbstdarstellung schrieb sie 1986, sie sei „seriously addicted to poetry“.
1987 begann sie, Musik, Tanz und Bild zu multimedialer Konzeptkunst zu vereinen.
Der Literaturkritiker Anton Thuswaldner urteilte in seinem Nachwort zu erotik der distanz: „Andere beginnen im Alter von vierundzwanzig ihre schriftstellerische Identität zu suchen, von Meta Merz liegt schon ein Lebenswerk vor.“

## Werke
- 1987: Performance orakel des delphins anlässlich des Arche-Projekts von Otto Beck auf der Salzach.
- 1988: 
  - Ars Electronica die schritte im raum vergehen zur elektroakustischen Performance bewegt – erstarrt.
  - the well (Stadtkino Salzburg).
  - memory, Eigenkomposition literarisch, diagonal mit Projektionen.
- 1989: in jener hellen nacht, Textperformance zum Thema Licht, Schatten, Aufbruch, Aufklärung.
- 1990: erotik der distanz, Wiener Frauenverlag; aus ihrem Nachlass zusammengestellt.
- 1994/95 wurde der Text das kind in der suppe als szenische Aufführung im Salzburger Toihaus Theater auf die Bühne gebracht.
- 1996: metaphysik der begierde, Wiener Frauenverlag; aus ihrem Nachlass zusammengestellt.

## Auszeichnungen
- Förderpreis des Rauriser Literaturpreises 1987
- Nachwuchsstipendium für Literatur des österreichischen Bundesministeriums für Unterricht und Kunst 1988